# Hell's Kitchen Mỹ (Mùa 17)
Mùa thứ 17 của loạt chương trình truyền hình thực tế cạnh tranh của Mỹ Hell's Kitchen (tên chính thức là Hell's Kitchen Toàn Sao (All Stars)) bắt đầu phát sóng vào ngày 29 tháng 9 năm 2017 và kết thúc vào ngày 2 tháng 2 năm 2018 trên Fox. Đây là mùa đầu tiên trong lịch sử Hell's Kitchen có phiên bản toàn sao khi mười sáu thí sinh cũ từ các mùa trước trở lại và tranh tài một lần nữa (cũng là lần đầu tiên kể từ mùa 8 trở lại với 16 thí sinh, thay vì 18 người), và người chiến thắng trong mùa này sẽ nhận được vị trí bếp trưởng tại Nhà hàng Gordon Ramsay Hell's Kitchen đầu tiên tại Caesars Palace ở Las Vegas, Nevada. Tất cả các đầu bếp quay trở lại, họ từng nhận được Áo khoác đen trong các mùa mà họ đã tham gia. Gordon Ramsay trở lại với tư cách là người dẫn chương trình và bếp trưởng, người chiến thắng mùa 10 (và bếp trưởng mùa 15) Christina Wilson trở lại với tư cách là bếp phó của Đội Đỏ thay thế Andi Van Willigan-Cutspec, và giám khảo Vua đầu bếp người Anh James "Jocky" Petrie đã ra mắt Hell's Kitchen với tư cách là bếp phó của Đội xanh thay thế cho Aaron Mitrano. Marino Monferrato trở lại làm maître d' (bồi bàn trưởng). 
Mùa thứ 17 đã kết thúc với chiến thắng của Michelle Tribble, người trước đó đã kết thúc cuộc hành trình của mình ở mùa 14 với hạng ba, Benjamin Knack (hạng 3 tại mùa thứ 7) về nhì và Nick Peters Bond (hạng 5 ở mùa thứ 14) về ba.

## Các đầu bếp
16 đầu bếp trở lại tranh tài trong Mùa 17.
| Thí sinh                    | Tuổi | Quê nhà                        | Từng thi đấu | Thứ hạng ở mùa tương ứng | Kết quả                                    |
| --------------------------- | ---- | ------------------------------ | ------------ | ------------------------ | ------------------------------------------ |
| Michelle Tribble            | 26   | Dallas, Texas                  | Mùa 14       | Hạng ba                  | Quán quân                                  |
| Benjamin Knack              | 41   | San Antonio, Texas             | Mùa 7        | Hạng ba                  | Á quân                                     |
| Nicholas "Nick" Peters Bond | 28   | Newburyport, Massachusetts     | Mùa 14       | Hạng năm                 | Bị loại trong trận Chung kết               |
| Emili "Milly" Medley        | 37   | Philadelphia, Pennsylvania     | Mùa 14       | Hạng tư                  | Bị loại trước trận Chung kết               |
| Robyn Almodovar             | 36   | Fort Lauderdale, Florida       | Mùa 10       | Hạng sáu                 | Bị loại sau buổi phục vụ thứ mười          |
| Jennifer Normant            | 40   | Burlington, Massachusetts      | Mùa 9        | Hạng năm                 | Bị loại sau Thử thách Áo khoác Đen         |
| Elise Harris                | 32   | Stafford, Virginia             | Mùa 9        | Hạng ba                  | Bị loại sau Thử thách Áo khoác Đen         |
| Dana Cohen                  | 32   | Emerson, New Jersey            | Mùa 10       | Hạng ba                  | Bị loại sau buổi phục vụ thứ chín          |
| Barbra "Barbie" Marshall    | 39   | Strasburg, Pennsylvania        | Mùa 10       | Hạng tư                  | Bị loại sau buổi phục vụ thứ tám           |
| Vincent "Van" Hurd          | 34   | South Glastonbury, Connecticut | Mùa 6        | Hạng sáu                 | Bị loại sau buổi phục vụ thứ bảy           |
| Amanda "Manda" Palomino     | 32   | Atlantic City, New Jersey      | Mùa 15       | Hạng năm                 | Bị loại sau buổi phục vụ thứ sáu           |
| Giovanni Filippone          | 46   | Santa Rosa Beach, Florida      | Mùa 5        | Hạng sáu                 | Bị loại sau Thử thách "Cook for your Life" |
| Jared Bobkin                | 31   | Troy, Michigan                 | Mùa 15       | Hạng tư                  | Bị loại sau buổi phục vụ thứ năm           |
| Joshua "Josh" Trovato       | 28   | Los Angeles, California        | Mùa 14       | Hạng sáu                 | Bị đuổi trong buổi phục vụ thứ tư          |
| Ashley Nickell              | 29   | Orlando, Florida               | Mùa 15       | Hạng ba                  | Bị loại sau buổi phục vụ thứ hai           |
| Benjamin "Ben" Walanka      | 36   | Overland Park, Kansas          | Mùa 5        | Hạng tư                  | Bị loại sau buổi phục vụ đầu tiên          |

## Tiến độ thí sinh
| Thứ hạng | Đầu bếp  | Đầu bếp  | Đầu bếp  | Đầu bếp  | Đội gốc   | Đội gốc | Đội gốc | Chuyển đội | Chuyển đội | Chuyển đội | Chuyển đội | Chuyển đội | Chuyển đội | Chuyển đội | Cá nhân | Cá nhân | Cá nhân | Trận chung kết | Trận chung kết |
| Thứ hạng | Đầu bếp  | Đầu bếp  | Đầu bếp  | Đầu bếp  | 1701/1702 | 1703    | 1704    | 1705       | 1706       | 1707       | 1708       | 1709       | 1710       | 1711       | 1712    | 1713    | 1714    | 1715           | 1716           |
| -------- | -------- | -------- | -------- | -------- | --------- | ------- | ------- | ---------- | ---------- | ---------- | ---------- | ---------- | ---------- | ---------- | ------- | ------- | ------- | -------------- | -------------- |
| 1        |          |          |          | Michelle | THUA      | THUA    | THẮNG   | THẮNG      | THẮNG      | BoB        | THUA       | THUA       | THUA       | NOM        | IN      | BoB     | IN      | IN             | QUÁN QUÂN      |
| 2        |          |          |          | Benjamin | THẮNG     | THẮNG   | THUA    | THẮNG      | THUA       | IN         | THẮNG      | THUA       | THẮNG      | THẮNG      | IN      | IN      | IN      | IN             | Á QUÂN         |
| 3        |          |          | Nick     | Nick     | THẮNG     | THẮNG   | THUA    | THẮNG      | THUA       | BoB        | THẮNG      | THUA       | THẮNG      | THẮNG      | IN      | IN      | IN      | LOẠI           |                |
| 4        |          |          | Milly    | Milly    | THẮNG     | THẮNG   | THUA    | THẮNG      | THUA       | NOM        | THẮNG      | NOM        | THẮNG      | THẮNG      | IN      | NOM     | LOẠI    |                |                |
| 5        |          |          | Robyn    | Robyn    | THUA      | NOM     | THẮNG   | THẮNG      | NOM        | NOM        | THẮNG      | NOM        | THẮNG      | THẮNG      | IN      | LOẠI    |         |                |                |
| 6        | Jennifer | Jennifer | Jennifer | Jennifer | THUA      | THUA    | THẮNG   | THẮNG      | THẮNG      | IN         | THUA       | THUA       | THUA       | THUA       | LOẠI    |         |         |                |                |
| 7        | Elise    | Elise    | Elise    | Elise    | NOM       | THUA    | THẮNG   | THẮNG      | THẮNG      | NOM        | THUA       | NOM        | NOM        | NOM        | LOẠI    |         |         |                |                |
| 8        | Dana     | Dana     | Dana     | Dana     | THUA      | THUA    | THẮNG   | THẮNG      | THẮNG      | IN         | THUA       | THUA       | THUA       | LOẠI       |         |         |         |                |                |
| 9        | Barbie   | Barbie   | Barbie   | Barbie   | THUA      | NOM     | THẮNG   | THẮNG      | THẮNG      | NOM        | NOM        | NOM        | LOẠI       |            |         |         |         |                |                |
| 10       | Van      | Van      | Van      | Van      | THẮNG     | THẮNG   | THUA    | THẮNG      | THUA       | IN         | THẮNG      | LOẠI       |            |            |         |         |         |                |                |
| 11       | Manda    | Manda    | Manda    | Manda    | NOM       | NOM     | THẮNG   | THẮNG      | THẮNG      | NOM        | LOẠI       |            |            |            |         |         |         |                |                |
| 12       | Giovanni | Giovanni | Giovanni | Giovanni | THẮNG     | THẮNG   | NOM     | THẮNG      | THUA       | LOẠI       |            |            |            |            |         |         |         |                |                |
| 13       | Jared    | Jared    | Jared    | Jared    | THẮNG     | THẮNG   | THUA    | THẮNG      | LOẠI       |            |            |            |            |            |         |         |         |                |                |
| 14       |          | Josh     | Josh     | Josh     | THẮNG     | THẮNG   | NOM     | EJEC       |            |            |            |            |            |            |         |         |         |                |                |
| 15       | Ashley   | Ashley   | Ashley   | Ashley   | THUA      | LOẠI    |         |            |            |            |            |            |            |            |         |         |         |                |                |
| 16       | Ben      | Ben      | Ben      | Ben      | LOẠI      |         |         |            |            |            |            |            |            |            |         |         |         |                |                |

| Từ khóa - THẮNG = Thắng buổi phục vụ tối - THUA = Thua buổi phục vụ tối - IN = không được đề cử để loại bỏ - NOM = đề cử loại bỏ - LOẠI = loại bỏ bình thường - RỜI = Rời khỏi cuộc thi - HOSP = loại bỏ do nhập viện - EJEC = loại bỏ trong quá trình phục vụ | Chú thích màu Đầu bếp bị loại sau đề cử thường xuyên Đầu bếp bị loại sau đề cử của Ramsay Đầu bếp bị loại mà không được đề cử Đầu bếp bị loại trong quá trình phục vụ Đầu bếp rút khỏi cuộc thi Đầu bếp là Best of the Best/Worst Đầu bếp được giữ lại sau khi đề cử thường xuyên Đầu bếp được giữ lại sau đề cử của Ramsay Đề cử của đầu bếp đã bị hủy bỏ Người chiến thắng của Hell's Kitchen Á quân của Hell's Kitchen |

Ghi chú
1. ↑  Đầu bếp không bị loại
2. 1 2 3 4 5  Đầu bếp tham gia thử thách "Cook for your life"
3. ↑  Đầu bếp bị loại trong thử thách "Cook for your life"
4. ↑  Đầu bếp bị loại dù thuộc đội chiến thắng

## Các tập
| TT. tổng thể | TT. trong mùa phim | Tiêu đề                           | Ngày phát hành gốc   | Mã sản xuất |
| ------------ | ------------------ | --------------------------------- | -------------------- | ----------- |
| 251          | 1                  | "Dàn đầu bếp toàn sao đến nơi"    | 29 tháng 9 năm 2017  | HK-1701     |
| 252          | 2                  | "Dàn đầu bếp toàn sao đến nơi"    | 6 tháng 10 năm 2017  | HK-1702     |
| 253          | 3                  | "Tòa tháp kinh hoàng"             | 13 tháng 10 năm 2017 | HK-1703     |
| 254          | 4                  | "Chỉ có chữ cái nấu ăn"           | 20 tháng 10 năm 2017 | HK-1704     |
| 255          | 5                  | "Josh, Josh, Josh"                | 3 tháng 11 năm 2017  | HK-1705     |
| 256          | 6                  | "Một phần nhỏ của Địa Ngục"       | 10 tháng 11 năm 2017 | HK-1706     |
| 257          | 7                  | "Tách mỡ"                         | 17 tháng 11 năm 2017 | HK-1707     |
| 258          | 8                  | "Chào mừng đến rừng xanh"         | 1 tháng 12 năm 2017  | HK-1708     |
| 259          | 9                  | "Thành quả của một ngày"          | 8 tháng 12 năm 2017  | HK-1709     |
| 260          | 10                 | "Thành quả của một ngày"          | 15 tháng 12 năm 2017 | HK-1710     |
| 261          | 11                 | "Cố gắng vượt qua thử thách mì Ý" | 5 tháng 1 năm 2018   | HK-1711     |
| 262          | 12                 | "Năm đầu bếp đi tiếp"             | 12 tháng 1 năm 2018  | HK-1712     |
| 263          | 13                 | "Năm đầu bếp đi tiếp"             | 19 tháng 1 năm 2018  | HK-1713     |
| 264          | 14                 | "Gia đình đến Địa Ngục"           | 26 tháng 1 năm 2018  | HK-1714     |
| 265          | 15                 | "Ba người vào chung kết"          | 2 tháng 2 năm 2018   | HK-1715     |
| 266          | 16                 | "Chung kết toàn sao"              | 2 tháng 2 năm 2018   | HK-1716     |